# Leichtathletik-Weltmeisterschaften 2011/Teilnehmer (Frankreich)
| Gelbes Symbol für Goldmedaillen mit stilisierten Olympischen Ringen | Graues Symbol für Silbermedaillen mit stilisierten Olympischen Ringen | Braundes Symbol für Bronzemedaillen mit stilisierten Olympischen Ringen |
| ------------------------------------------------------------------- | --------------------------------------------------------------------- | ----------------------------------------------------------------------- |
| —                                                                   | 1                                                                     | 3                                                                       |

Der französische Leichtathletik-Verband stellte bei den Leichtathletik-Weltmeisterschaften 2011 im koreanischen Daegu 39 Teilnehmer.

## Ergebnisse

### Männer

#### Laufdisziplinen
| Athlet                                                            | Disziplin        | Vorlauf     | Vorlauf | Halbfinale    | Halbfinale    | Finale        | Finale        |
| Athlet                                                            | Disziplin        | Zeit        | Platz   | Zeit          | Platz         | Zeit          | Platz         |
| ----------------------------------------------------------------- | ---------------- | ----------- | ------- | ------------- | ------------- | ------------- | ------------- |
| Christophe Lemaitre                                               | 100 m            | 10,14 s     | 4       | 10,11 s       | 6             | 10,19 s       | 4             |
| Christophe Lemaitre                                               | 200 m            | 20,51 s     | 6       | 20,17 s SB    | 1             | 19,80 s NR    | Bronze        |
| Jimmy Vicaut                                                      | 100 m            | 10,25 s     | 5       | 10,10 s       | 5             | 10,27 s       | 6             |
| Mehdi Baala                                                       | 1500 m           | 4:13,10 min | 36      | 3:46,87 min   | 16            | 3:37,46 min   | 9             |
| Florian Carvalho                                                  | 1500 m           | 3:53,88 min | 34      | ausgeschieden | ausgeschieden | ausgeschieden | ausgeschieden |
| Yoann Kowal                                                       | 1500 m           | 3:39,33 min | 3       | 3:37,44 min   | 8             | ausgeschieden | ausgeschieden |
| Dimitri Bascou                                                    | 110 m Hürden     | 13,51 s     | 10      | 13,62 s       | 10            | ausgeschieden | ausgeschieden |
| Mahiedine Mekhissi                                                | 3000 m Hindernis | 8:23,71 min | 12      |               |               | 8:16,09 min   | Bronze        |
| Bouabdellah Tahri                                                 | 3000 m Hindernis | 8:13,22 min | 5       |               |               | 8:17,56 min   | 4             |
| Vincent Zouaoui-Dandrieux                                         | 3000 m Hindernis | 8:23,79 min | 14      |               |               | 8:30,39 min   | 12            |
| Yohann Diniz                                                      | 50 km Gehen      |             |         |               |               | DSQ           | DSQ           |
| Cédric Houssaye                                                   | 50 km Gehen      |             |         |               |               | DSQ           | DSQ           |
| Bertrand Moulinet                                                 | 50 km Gehen      |             |         |               |               | 4:07:58 h     | 22            |
| Teddy Tinmar Christophe Lemaitre Yannick Lesourd Jimmy Vicaut     | 4 × 100 m        | 38,38 s SB  | 6       |               |               | 38,20 s SB    | Silber        |
| Teddy Atine-Venel Nicolas Fillon Mamadou Kassé Hann Yoann Décimus | 4 × 400 m        | 3:03,68 min | 14      |               |               | ausgeschieden | ausgeschieden |

#### Sprung/Wurf
| Athlet            | Disziplin      | Qualifikation | Qualifikation | Finale        | Finale        |
| Athlet            | Disziplin      | Weite/Höhe    | Platz         | Weite/Höhe    | Platz         |
| ----------------- | -------------- | ------------- | ------------- | ------------- | ------------- |
| Jérôme Clavier    | Stabhochsprung | 5,50 m        | 18            | ausgeschieden | ausgeschieden |
| Renaud Lavillenie | Stabhochsprung | 5,65 m        | 1             | 5,85 m        | Bronze        |
| Romain Mesnil     | Stabhochsprung | 5,65 m        | 1             | NMH           | NMH           |
| Salim Sdiri       | Weitsprung     | 7,58 m        | 28            | ausgeschieden | ausgeschieden |
| Benjamin Compaoré | Dreisprung     | 17,11 m       | 7             | 17,17 m       | 8             |

#### Zehnkampf
| Athlet        | Disziplin | 100 m   | Weit- sprung | Kugel- stoßen | Hoch- sprung | 400 m   | 110 m Hürden | Diskus- wurf | Stabhoch- sprung | Speer- wurf | 1500 m      | Punkte  | Platz |
| ------------- | --------- | ------- | ------------ | ------------- | ------------ | ------- | ------------ | ------------ | ---------------- | ----------- | ----------- | ------- | ----- |
| Romain Barras | Ergebnis  | 11,20 s | 7,06 m       | 14,92 m       | 1,99 m SB    | 49,50 s | 14,37 s      | 41,65 m      | 5,00 m SB        | 63,25 m     | 4:29,19 min | 8134 SB | 11    |
| Romain Barras | Punkte    | 817     | 828          | 785           | 794          | 838     | 927          | 698          | 910              | 787         | 750         | 8134 SB | 11    |

### Frauen

#### Laufdisziplinen
| Athletin                                                           | Disziplin    | Vorlauf        | Vorlauf | Halbfinale    | Halbfinale    | Finale        | Finale        |
| Athletin                                                           | Disziplin    | Zeit           | Platz   | Zeit          | Platz         | Zeit          | Platz         |
| ------------------------------------------------------------------ | ------------ | -------------- | ------- | ------------- | ------------- | ------------- | ------------- |
| Véronique Mang                                                     | 100 m        | 11,19 s        | 9       | 11,44 s       | 11            | ausgeschieden | ausgeschieden |
| Myriam Soumaré                                                     | 100 m        | 11,11 s PB     | 3       | 11,47 s       | 12            | ausgeschieden | ausgeschieden |
| Myriam Soumaré                                                     | 200 m        | 22,71 s SB     | 6       | 23,02 s       | 12            | ausgeschieden | ausgeschieden |
| Christelle Daunay                                                  | 10.000 m     |                |         |               |               | 32:22,20 min  | 12            |
| Cindy Billaud                                                      | 100 m Hürden | 13,50 s        | 33      | ausgeschieden | ausgeschieden | ausgeschieden | ausgeschieden |
| Sandra Gomis                                                       | 100 m Hürden | 13,07 s        | 17      | 13,55 s       | 23            | ausgeschieden | ausgeschieden |
| Myriam Soumaré Céline Distel Lina Jacques-Sébastien Véronique Mang | 4 × 100 m    | 42,60 s SB     | 3       |               |               | 42,70 s       | 4             |
| Phara Anacharsis Muriel Hurtis Marie Gayot Floria Gueï             | 4 × 400 m    | 3:28,02 min SB | 13      |               |               | ausgeschieden | ausgeschieden |

#### Sprung/Wurf
| Athletin         | Disziplin  | Qualifikation | Qualifikation | Finale        | Finale        |
| Athletin         | Disziplin  | Weite/Höhe    | Platz         | Weite/Höhe    | Platz         |
| ---------------- | ---------- | ------------- | ------------- | ------------- | ------------- |
| Melanie Melfort  | Hochsprung | 1,92 m        | 15            | ausgeschieden | ausgeschieden |
| Éloyse Lesueur   | Weitsprung | 6,22 m        | 26            | ausgeschieden | ausgeschieden |
| Stéphanie Falzon | Hammerwurf | 68,92 m       | 12            | 66,57 m       | 10            |

#### Siebenkampf
| Athletin                   | Disziplin | 100 m Hürden | Hochsprung | Kugelstoßen | 200 m   | Weitsprung | Speerwurf  | 800 m       | Punkte | Platz |
| -------------------------- | --------- | ------------ | ---------- | ----------- | ------- | ---------- | ---------- | ----------- | ------ | ----- |
| Antoinette Nana Djimou Ida | Ergebnis  | 13,48 s      | 1,83 m SB  | 14,07 m     | 25,19 s | 6,13 m     | 55,79 m PB | 2:28,74 min | 6309   | 6     |
| Antoinette Nana Djimou Ida | Punkte    | 1053         | 1016       | 799         | 869     | 890        | 973        | 709         | 6309   | 6     |